# ذا ديفايد (فلم)
ذا ديفايد (بالإنجليزية: The Divide) هو فيلم رعب تم إنتاجه في كندا وألمانيا والولايات المتحدة وصدر سنة 2011 بطولة مايكل بين ولاورين جيرمان.

## القصة
يرصد الفيلم ضربة نووية عصفت بإحدى المناطق فيضطر 7 سكان اللجوء لقبو أحد المباني التي يسكن فيها مايكي (مايكل بيهن). يتم تقسيم الطعام والماء على المجموعة ولكن تنقلب الأمور رأسًا على عقب بعدما يهجم 5 أشخاص على ذلك الملجأ ويخطفون ويندي (أبي تيكسون) ،لكن تنجح المجموعة في قتل رجلين منهما. بمرور الوقت ينقص الماء ويبدأ اليأس يدب في نفوس الناجين ويصيبهم شيءٌ من الجنون.

## الإيرادات
حقق الفيلم أرباح تقدر بـ 130,839 دولار.

## وصلات خارجية
مقالات تستعمل روابط فنية بلا صلة مع ويكي بيانات